# Gun Jönsson
Gun Vera Birgit Irene Jönsson Lindqvist, känd som Gun Jönsson, född 13 december 1929 i Vetlanda, Jönköpings län, död 27 oktober 2021 i Stafsinge distrikt i Falkenberg, var en svensk skådespelare och regissör.

## Biografi
Jönsson var ursprungligen elev vid Kungliga Svenska Balettskolan. År 1946 blev hon Stockholms Lucia då hon vann Stockholms-Tidningens omröstning. Jönsson studerade vid Dramatens elevskola 1954–1957 efter studierna blev hon kvar vid Dramaten i två år. Hon var därefter engagerad vid olika teatrar i Sverige. Jönsson var chef för nuvarande Östgötateatern 1978–1981. Hon arbetade senare som frilansregissör på olika teatrar och vid TV.
Två av Jönssons mer kända rollfigurer är den hunsade direktörsfrun från staden i Badjävlar och Lisa Persson i Hem till byn. Hon regisserade även 2006 års omgång av den sistnämnda TV-serien.
Jönsson bodde i Falkenberg där hon drev Teater Boudoir Intim. Hon har sonen Michael Lindqvist från äktenskapet med skådespelaren Lars Lind. Barnbarn till Gun Jönsson och Lars Lind är skådespelerskan Jenny Antoni.

## Priser och utmärkelser
- 1980 – Svenska teaterkritikers förenings teaterpris
- 2007 – Litteris et Artibus

## Film och TV

### Filmografi som skådespelare
- 1948 – Kärlek, solsken och sång
- 1958 – Nära livet
- 1959 – Slanten
- 1959 – Nattkörning
- 1959 – 91:an Karlsson muckar (tror han)
- 1961 – Karneval
- 1966 – Testfilm Nattlek
- 1968 – Jag är nyfiken – blå
- 1969 – Harry Munter
- 1975 – Vi har många namn
- 1975 – Ungkarlshotellet
- 1975 – En kille och en tjej
- 1980 – Flygnivå 450
- 1986 – Min pappa är Tarzan
- 1992 – Den goda viljan (TV-serie)
- 1996 – Att stjäla en tjuv
- 1999 – Flugfällan
- 2001 – À la carte

### TV-produktioner som skådespelare
- 1959 – Don Ranudo de Colibrados eller Fattigdom och högfärd (TV-serie)
- 1959 – Rum för ensam dam (TV-serie)
- 1971 – Badjävlar
- 1971 – Offside (TV-serie)
- 1971–2006 – Hem till byn (TV-serie)
- 1974 – Kvarteret Oron (TV-serie)
- 1976 – På palmblad och rosor
- 1977 – Psykningen
- 1978 – Järnspisrum
- 1980 – Sinkadus (TV-serie)
- 1984 – Resan (TV-serie)
- 1987 – Paganini från Saltängen (TV-serie)
- 1987 – Skjutshållet (TV-serie)
- 1989 – Alla älskade Alice
- 1995 – Sjukan (TV-serie)

### Regi
- 1976 – Leva livet
- 1978 – Hon kräver upprättelse (TV)
- 1978 – Rikedom
- 1979 – I frid och värdighet
- 1982 – Sova räv
- 1984 – Jag vill ha barn
- 1987 – Skjutshållet (TV)
- 2006 – Hem till byn (TV-serie)
- 2008 – Den avundsjuke
- 2009 – Ett drömspel

### Filmmanus
- 1979 – I frid och värdighet
- 1987 – Skjutshållet (TV)

## Teater

### Roller
| År   | Roll              | Produktion | Regi                 | Teater                           |
| ---- | ----------------- | --- | -------------------- | -------------------------------- |
| 1959 |                   | En midsommarnattsdröm (A Midsummer Night's Dream) William Shakespeare                                             | Sandro Malmquist     | Skansens friluftsteater          |
| 1960 | Märta             | Kvartetten som sprängdes Birger Sjöberg                                                                           | Åke Falck            | Skansens friluftsteater          |
| 1960 | Billie Dawn       | Född i går (Born Yesterday) Garson Kanin                                                                          | Jerk Liljefors       | Riksteatern                      |
| 1962 | Judith            | Boeing Boeing Marc Camoletti                                                                                      | Herman Ahlsell       | Vasateatern                      |
| 1962 | Maj               | Loppmarknad Tore Zetterholm och Olle Adolphson                                                                    | John Zacharias       | Norrköping-Linköping stadsteater |
| 1963 | Lysistrate        | Lysistrate (Λυσιστράτη, Lysistrátē) Aristofanes                                                                   | Sandro Malmquist     | Riksteatern                      |
| 1963 | Miss Vaughan      | I hemligaste laget (Out of Bounds) Arthur Watkyn                                                                  | Sture Ericson        | Norrköping-Linköping stadsteater |
| 1964 | Valentine         | Blå tulpaner (La robe mauve de Valentine) Françoise Sagan                                                         | John Zacharias       | Norrköping-Linköping stadsteater |
| 1964 | Marta Boll        | Fysikerna (Die Physiker) Friedrich Dürrenmatt                                                                     | Lars Barringer       | Norrköping-Linköping stadsteater |
| 1964 | Beatrice          | Två herrars tjänare (Il servitore di due padroni) Carlo Goldoni                                                   | Lars Gerhard Norberg | Norrköping-Linköping stadsteater |
| 1964 | Sue Barker        | De kärlekslösa (Natural affection) William Inge                                                                   | John Zacharias       | Norrköping-Linköping stadsteater |
| 1964 | Viola             | Trettondagsafton, eller Vad ni vill (Twelfth Night or What You Will) William Shakespeare                          | John Zacharias       | Norrköping-Linköping stadsteater |
| 1965 | Dansösen          | Boy Friend (The Boy Friend) Sandy Wilson                                                                          | Lars Barringer       | Norrköping-Linköping stadsteater |
| 1965 | Martirio          | Bernardas hus (La Casa de Bernarda Alba) Federico García Lorca                                                    | Lars-Levi Læstadius  | Norrköping-Linköping stadsteater |
| 1965 | Filmstjärnan      | Huset Werner Aspenström                                                                                           | Sture Ericson        | Norrköping-Linköping stadsteater |
| 1966 | Karin             | Mallorca, Mallorca Gunnar Hoffsten och Bertil Norström                                                            | John Zacharias       | Norrköping-Linköping stadsteater |
| 1966 | Magdelone         | Erasmus Montanus Ludvig Holberg                                                                                   | Torsten Sjöholm      | Norrköping-Linköping stadsteater |
| 1966 | Auguste Schwitter | Meteoren (Der Meteor) Friedrich Dürrenmatt                                                                        | John Zacharias       | Norrköping-Linköping stadsteater |
| 1966 | Hettie            | Köket (The Kitchen) Arnold Wesker                                                                                 | Ernst Günther        | Norrköping-Linköping stadsteater |
| 1967 | Julia             | Balansgång (A Delicate Balance) Edward Albee                                                                      | Lars-Levi Læstadius  | Norrköping-Linköping stadsteater |
| 1967 | Miriam            | O du milda vilda väst eller Det blåser i sassafrasträden (Du vent dans les branches de sassafras) René de Obaldia | Sture Ericson        | Norrköping-Linköping stadsteater |
| 1967 | Guvernanten       | Leonce och Lena (Leonce und Lena) Georg Büchner                                                                   | Torsten Sjöholm      | Norrköping-Linköping stadsteater |
| 1967 | Älskarinnan       | Himmelrikets nycklar eller Sankte Per vandrar på jorden August Strindberg                                         | Johan Falck          | Norrköping-Linköping stadsteater |
| 1967 | Eva Astarte       | Den första synden (Bereshit) Aharon Megged                                                                        | Abraham Asseo        | Norrköping-Linköping stadsteater |
| 1968 | Tzeitel           | Spelman på taket (Fiddler on the Roof) Joseph Stein, Jerry Bock och Sheldon Harnick                               | John Zacharias       | Norrköping-Linköping stadsteater |
| 1996 | Gunnel, modern    | Bobby Fischer bor i Pasadena Lars Norén                                                                           | Marianne Rolf        | Helsingborgs stadsteater         |

### Regi (ej komplett)
| År   | Produktion                                                                 | Upphovsmän                                   | Teater                           |
| ---- | -------------------------------------------------------------------------- | -------------------------------------------- | -------------------------------- |
| 1977 | … kvinnor är inte att leka med - Riter Rites - Backanterna Βάκχαι, Bakchai | - Maureen Duffy Översättning Sun Axelsson    | Norrköping-Linköping stadsteater |
| 1977 | Medea Μήδεια, Mēdeia                                                       | Euripides                                    | Dramaten                         |
| 1980 | De tre tjockisarna Три толстяка                                            | Jurij Olesja Översättning Kristina Fernandes | Norrköping-Linköping stadsteater |
| 1980 | Till Fedra                                                                 | Per Olov Enquist                             | Norrköping-Linköping stadsteater |

## Radioteater

### Roller
| År   | Roll  | Produktion                              | Regi      |
| ---- | ----- | --------------------------------------- | --------- |
| 1960 | Märta | Kvartetten som sprängdes Birger Sjöberg | Åke Falck |